# Arco di Gaio e Lucio Cesari
Il Portico di Gaio e Lucio Cesari (in latino porticus Gai et Luci) era uno spazio porticato antistante la facciata della basilica Emilia. I resti si trovano nel Foro Romano, a Roma.
Questa galleria colonnata venne eretta da Augusto per necessità propagandistiche e dinastiche, in quanto era dedicata ai due nipoti del principe Gaio e Lucio Cesare, che avrebbero dovuto succedergli, ma che morirono entrambi prematuramente.
All'avancorpo orientale del vasto portico appartengono le iscrizioni monumentali del 2 a.C. dedicate ad Augusto stesso e ai due principi.